# Aleks Pihler
Aleks Pihler (Ptuj, 15 gennaio 1994) è un calciatore sloveno, centrocampista del Nafta 1903.

## Palmarès

### Club

#### Competizioni nazionali
- Campionato sloveno: 2

Maribor: 2016-2017, 2018-2019